# ملیتو دی پورتو سالوو
ملیتو دی پورتو سالوو (به ایتالیایی: Melito di Porto Salvo) یک کومونه در ایتالیا است که در استان رجو کالابریا واقع شده‌است.

## خصوصیات
ملیتو دی پورتو سالوو ۳۵٫۳ کیلومترمربع مساحت و ۱۱٬۴۱۶ نفر جمعیت دارد و ۲۸ متر بالاتر از سطح دریا واقع شده‌است.